# Guillermo de Apulia
Guillermo de Apulia fue un cronista y poeta de los normandos del Mezzogiorno italiano, activo en la década de 1090.

## Obra
Su poema, escrito en latín en cinco partes o libros, Gesta Roberti Wiscardi (La Gesta de Roberto Guiscardo), es una de las principales fuentes contemporáneas de la conquista normanda de Italia Meridional pues fue compuesto entre 1096 y 1099. Está dedicado al duque Rogelio Borsa, hijo del conde y luego duque Roberto Guiscardo.
Puede ser datada tan precisamente por las pistas que deja su autor: en el prólogo de la obra hace referencia (una petición) al papa Urbano II (esto da una prueba terminus ante quem, puesto que el papa murió en julio de 1099) y una referencia en el Libro III a "... la raza gálica (francesa) que quería abrir los caminos hacia el Santo Sepulcro...", prueba que nuestro poeta Guillermo comenzó a escribir su obra después del comienzo de la Primera Cruzada, ordenada por el papa Urbano II en noviembre de 1095.
Guillermo de Apulia es uno de los tres principales historiadores italo-normandos, junto con Amatus de Montecassino y Godofredo Malaterra. 